# Antanas Romualdas Gudonavičius
Antanas Romualdas Gudonavičius (* 16. Oktober 1943 in Čiudai, Rajongemeinde Jonava; † 9. Februar 2002 in Kaunas) war ein litauischer Radioelektroniker und Professor.

## Leben
1966 absolvierte Gudonavičius ein Diplomstudium am Kauno politechnikos institutas (KPI) und 1997 habilitierte zum Thema „Atsitiktinių signalų fazinių trajektorijų atskyrimas“.
Von 1966 bis 1969 arbeitete er im Betrieb „Azotas“ in Jonava. Von 1969 bis 2002 lehrte er am KPI (ab 1990 an der Kauno technologijos universitetas). Ab 1979 war er Assistent, ab 1982 Dozent und ab 1997 Professor. 1979 bildete er sich weiter an der Technischen Universität Wien, 1998 an der Fachhochschule Fulda.
Sein Grab befindet sich auf dem Friedhof Jonava.